# Deutsches Adelsblatt

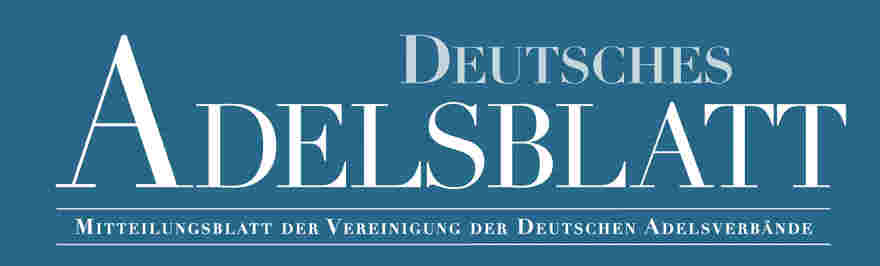

Le Deutsches Adelsblatt est publié depuis 1883 en tant qu'organe de l'Union des associations de la noblesse allemande (de). Le journal, qui paraît chaque mois aujourd'hui, compte environ 3 500 abonnés. Son apparition n'est interrompue que par la Seconde Guerre mondiale. Son objectif est de promouvoir la cohésion de la noblesse allemande et de faire connaître les activités de l'aristocratie et des associations familiales dans tout le pays.

## Histoire
L'Adelsblatt est initialement publié par Carl Heymanns Verlag à Berlin, à partir de janvier 1922 par le Wirtschaftsbund für den Deutschen Adel GmbH et à partir du 11 juillet 1923 dans la maison d'édition nouvellement fondée Deutsches Adelsblatt Graf Wilhelm v. Schlieffen (de) à Berlin. Le tirage de l'Adelsblatt totalise 14 500 exemplaires en 1930, puis tombe à 10 000 en 1935. En 1934, le directeur de la publication Walter von Bogen und Schönstedt exige, par analogie avec la pratique des SS, des gardes de clans pour surveiller la reproduction de la noblesse allemande. En 1944, l'Adelsblatt est victime de la dernière des trois grandes vagues de fermetures de journaux et de magazines allemands liées à la guerre et cesse sa publication.
En 1945, avec la fuite, l'expulsion et la mort violente d'environ 10 000 membres de la noblesse allemande, les activités de l'Association de la noblesse allemande cessent également. Dans cette situation, Jürgen von Flotow et Hans Friedrich von Ehrenkrook fondent les Archives de la noblesse allemande au château de Wrisbergholzen (de), la résidence d'Ehrenkrook à l'époque. Dès octobre 1945, ils publient la liste des réfugiés (de) no 1 dont le but est de réunir les familles aristocratiques expulsées de l'Est. En juin 1948 paraît la dernière des éditions sous ce titre, dans laquelle non seulement de nouvelles adresses, mais aussi des fiançailles, des mariages, des naissances et des décès sont publiés.
À partir d'août 1948, le premier numéro paraît sous le nom de Deutsches Adelsarchiv. En 1961, l'ancien nom Deutsches Adelsblatt est repris par les héritiers de la maison d'édition Schlieffen. Après le départ des héritiers de feu Hans Friedrich von Ehrenkrook (de), la Verlag Deutsches Adelsblatt GmbH est fondée. Après le décès de sa mère Amélie von Flotow, Christina von Flotow est la directrice générale de cette entreprise éditrice de l'Adelsblatt. Le Deutsche Adelsblatt apparaît dans un nouveau design moderne depuis 2011.
Au sein de la noblesse allemande, qui se considère encore comme un état et dont les privilèges sont abolis par la Constitution en 1919, le Deutsches Adelsblatt est le principal périodique qui forme l'opinion, notamment sur les questions juridiques (droit à un nom, droit des armoiries (de), droit des successions).
Les annonces familiales qui renseignent sur les naissances, les mariages et les décès dans les familles nobles sont particulièrement populaires.